# 5213 Takahashi
5213 Takahashi (1990 FU) là một tiểu hành tinh vành đai chính được phát hiện ngày 18 tháng 3 năm 1990 bởi Endate và Watanabe ở Kitami.